# Tuvfuktspindel
Tuvfuktspindel (Robertus scoticus) är en spindelart som beskrevs av Jackson 1914. Tuvfuktspindel ingår i släktet fuktspindlar, och familjen klotspindlar. Arten är reproducerande i Sverige. Inga underarter finns listade i Catalogue of Life.